# Curtis Axel
Joseph Curtis „Joe“ Hennig (* 1. Oktober 1979 in Champlin, Minnesota) ist ein US-amerikanischer Wrestler. Er stand bis zum Jahr 2020 bei der WWE unter Vertrag und trat unter dem Ringnamen Curtis Axel auf. Sein bisher größter Erfolg ist der Erhalt der Intercontinental Championship. Er stand auch unter Vertrag bei der Entwicklungsliga Florida Championship Wrestling, wo er den FCW World Heavyweight Championship gewann.

## Privatleben
Joe Hennig ist Wrestler der dritten Generation; sein Großvater Larry The Axe Hennig und Vater „Mr. Perfect“ Curt Hennig waren beide Wrestler. Seine Schwester Amy ist ebenfalls Wrestlerin.
Hennig ist Vater eines Sohnes.

## Wrestling-Karriere

### World League Wrestling (2007–2008)
Hennig debütierte am 13. Juli 2007 in Waterloo, Iowa für die World League Wrestling (WLW), zusammen mit Ted DiBiase, Jr., gegen Dinn T. Moore und Branden Tatum mit einer Niederlage. Danach hatte Hennig eine neunmonatige Siegesserie in der WLW.

### World Wrestling Entertainment (2008–2020)

#### Florida Championship Wrestling (2007–2010)
Am 31. März 2007 trat Hennig zusammen mit seiner Mutter, seinen Geschwistern und seinem Großvater, im Namen seines verstorbenen Vaters „Mr. Perfect“ Curt Hennig bei der WWE Hall of Fame-Zeremonie auf. Am 26. Oktober 2007 hatte Hennig beim SmackDown sein WWE-Debüt, musste dieses jedoch zusammen mit Steve Fender gegen Jesse und Festus verlieren.
Hennig unterzeichnete einen Vertrag mit der World Wrestling Entertainment und wurde der Entwicklungsliga Florida Championship Wrestling (FCW) zugeordnet. Am 11. September 2008 konnten Joe Hennig und Sebastian Slater gegen Nic Nemeth und Gavin Spears den FCW Florida Tag Team Titel gewinnen. Am 30. Oktober verloren Hennig und Slater die Tag Team Titel an David Hart Smith und TJ Wilson.
Am 20. November forderte Hennig Sheamus O’Shaunessy um die FCW Florida Heavyweight Championship heraus, dieses Match endete aber in einer doppelten Disqualifikation. Beim Rematch um den Titel wurde Hennig erneut disqualifiziert. Am 26. Februar gewann er den FCW Florida Heavyweight Titel von Escobar. Am 5. April 2009 wurde bekannt, dass Hennig eine schwere Verletzung erlitten habe und deshalb den Florida Heavyweight Titel abgeben musste.
Nach seiner Genesung kehrte Hennig Ende Juni zu FCW zurück. Bald darauf gründete er ein Tag-Team mit Brett DiBiase namens The Fortunate Sons. Am 14. Januar 2010 durften sie die Florida Tag Team Championship gegen die Dudebusters gewinnen.

#### The Nexus undIntercontinental Champion(2010–2013)

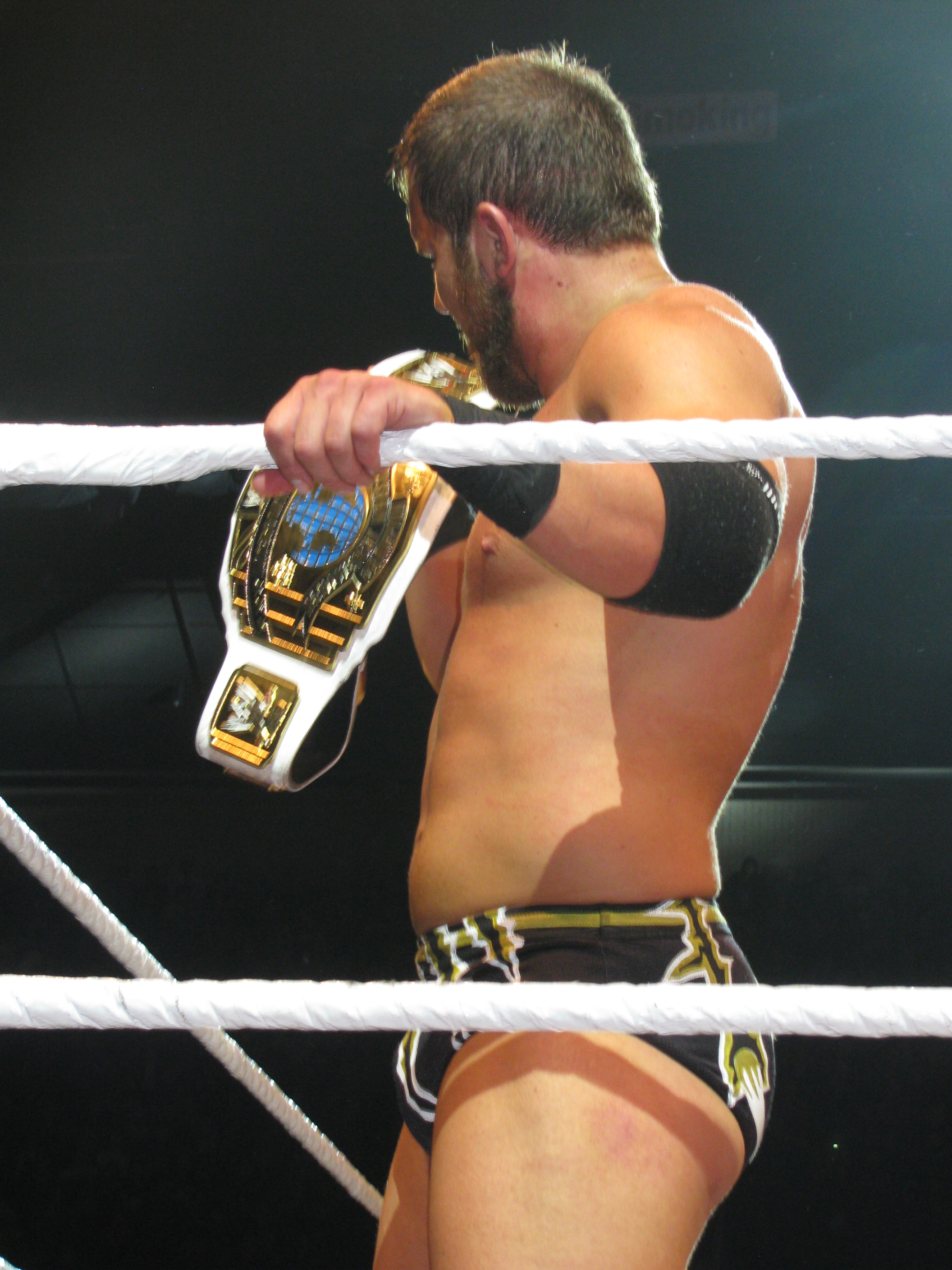
Intercontinental Champion Curtis Axel im Jahr 2013.

Am 1. Juni 2010 wurde bekannt gegeben, dass Hennig als Teil der zweiten Staffel von WWE NXT unter dem Namen Michael McGillicutty antritt. Kofi Kingston wurde ihm als sein Pro an die Seite gestellt. Bei NXT belegte Hennig den zweiten Platz nach Kaval.
Ab Oktober 2010 trat Hennig regelmäßig bei RAW auf. Dort war er ein Mitglied des Stables Nexus, wo er am 23. Mai 2011 auch WWE Tag Team Champion mit David Otunga wurde. Ab dem 1. August 2011 traten er und Otunga nicht mehr als Nexus auf. Am 22. August 2011 verloren sie die Titel an Evan Bourne und Kofi Kingston.
Nach der Auflösung des Tag Teams war Hennig vor allem bei WWE Superstars und NXT zu sehen. Am 20. Mai 2013 kehrte er unter dem Namen Curtis Axel zu RAW zurück, wo er von Paul Heyman als dessen neuer Klient präsentiert wurde. Am 16. Juni 2013 gewann er beim PPV Payback in Chicago den WWE Intercontinental Championship, wo er Wade Barrett und The Miz in einem Triple Threat-Match besiegte. Am 18. November 2013 verlor er den Titel an Big E. Langston bei Raw.

#### AxelMania und Social Outcasts (2015–2017)
Nachdem sich Paul Heyman von Curtis Axel und Ryback trennte, blieben er und Ryback trotzdem ein Team. Sie traten als RybAxel auf. RybAxel fehdete um die WWE Tag Team Championship. Allerdings konnten sie sich die Titel nicht holen. Nachdem Ryback nach einer Verletzung zurückgekehrt war, wurde das Team RybAxel am 6. November 2014 aufgelöst. Beim Royal Rumble wurde er von Erick Rowan angegriffen, der ihm seinen Platz beim Royal Rumble klaute. Nach dem Royal Rumble bekam er das AxelMania Gimmick. Er verkörperte einen Comedy-Charakter, der bei den Raw- und Smackdown-Ausgaben damit prahlte, dass er nie aus dem Royal Rumble eliminiert worden ist. Bei der Raw-Ausgabe vom 11. Mai 2015 tat er sich mit Damien Sandow zusammen. Curtis Axel alias AxelMania imitierte Hulk Hogan, während Damien Sandow als Macho Mandow Randy Savage nachmachte. Sie gaben ihrem Team den Namen The Mega Powers, denselben Namen, den einst Hulk Hogan und Randy Savage für ihr Team benutzten. Nachdem Hulk Hogan wegen des Rassismus-Skandals von der WWE entlassen worden war, wurden auch ihre Gimmicks fallen gelassen. Curtis Axel trat nicht mehr als AxelMania auf, während Damien Sandow nicht mehr als Macho Mandow auftrat. Nach einigen Wochen wurde ihr Team still und heimlich aufgelöst. Danach trat er als Einzelwrestler auf.
Vom 4. Januar 2016 bis 11. Juli 2016 bildete Curtis Axel gemeinsam mit Heath Slater, Adam Rose und Bo Dallas das Stable  The Social Outcasts. Durch die Entlassung von Adam Rose und dem Draft, als Heath Slater nicht nach Raw gedraftet wurde, löste sich das Stable auf.

#### Miztourage and The B-Team (2017–2020)
Am 19. Juni 2017 bildete er dort, angeführt durch The Miz, welcher diesen Stable gründete, zusammen mit Bo Dallas das Tag Team The Miztourage. Nach der Trennung von Miz wurde das B-Team ins Leben gerufen bestehend aus Axel und Bo Dallas hiernach bekamen sie ein großes Momentum vom WWE Universe, was schließlich dazu führte, dass Axel und Dallas am 15. Juli 2018 die Raw Tag Team Championship von The Deleters of Worlds Matt Hardy und Bray Wyatt gewinnen konnten. Diese Regentschaft hielt jedoch nur 50 Tage und verloren die Titel dann anschließend am 3. September 2018 gegen Dolph Ziggler und Drew McIntyre. Nach dem Verlust der Tag Team Titel wurden sie nur noch für unbedeutende Matches eingesetzt, welche sie teils für sich entscheiden konnten.
Im Rahmen des Superstar Shake-Ups 2019 wechselten Axel und sein Tag-Team-Partner Dallas am 26. April 2019 von Raw zu SmackDown.

#### Entlassung von WWE (2020)
Am 30. April 2020 wurde Axel von WWE entlassen.

## Titel und Auszeichnungen
- World Wrestling Entertainment
  - WWE Intercontinental Championship (1×)
  - WWE Raw Tag Team Championship (1× mit David Otunga, 1× mit Bo Dallas)

- Florida Championship Wrestling
  - FCW Florida Heavyweight Championship (1×)
  - FCW Florida Tag Team Championship (1× mit Heath Miller, 1× mit Brett DiBiase, 1× mit Kaval)